# Chalkosyderyt
Chalkosyderyt – rzadki minerał klasy fosforanów. 

## Właściwości
Krystalizuje w układzie trójskośnym. Wykształca kryształy o pokroju krótkosłupkowy do grubotabliczkowego. Występuje w skupieniach zbitych, jako naskorupienia i naloty. Jest minerałem kruchym i przezroczystym. Posiada szklisty połysk i jasnozieloną do białej rysę. Jest izostrukturalny z turkusem. Trudno rozpuszczalny w kwasie solnym. Częstym zanieczyszczeniem w strukturze jest glin.

## Występowanie
Występuje w strefie utleniania kruszców miedzi i w pegmatytach z fosforanami. Towarzyszą mu malachit, oliwenit, libetenit, pseudomalachit, kakosen, turkus, cyrilovit, kwarc, strengit, leukofosfit, wavellit i waryscyt. 

## Miejsce występowania
Typowymi lokalizacjami występowania chalkosyderytu są Nadrenia-Palatynat w Niemczech i Kornwalia w Anglii. Spotykany jest także w Australii, Chile, we Francji, Saksonii, Portugalii, Hiszpanii i USA (Arizona, Nevada).

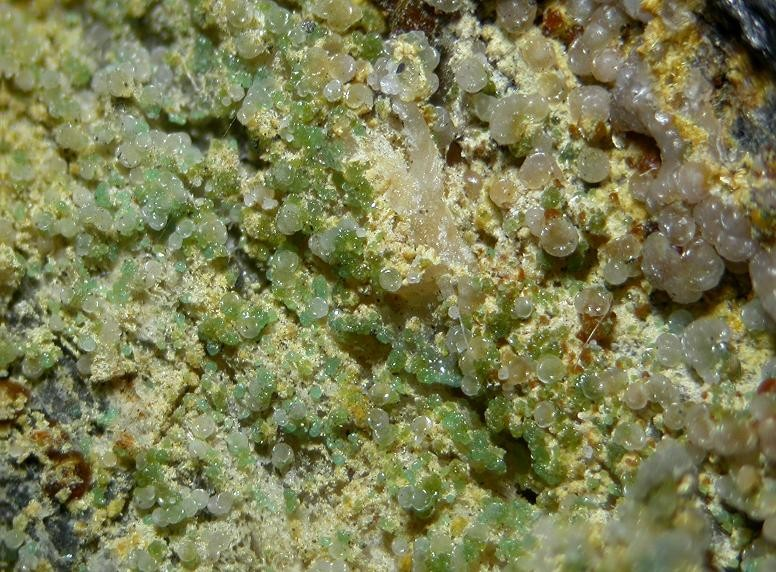
okaz w towarzystwie strengitu z Portugalii